# Crociera dei re

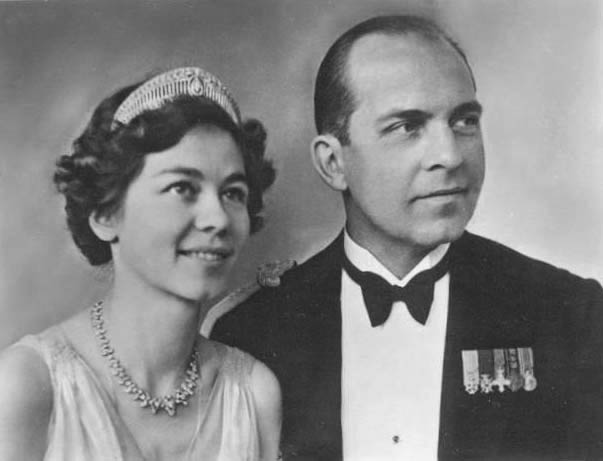
La regina Federica e il re Paolo di Grecia, ideatori della crociera dei re

La crociera dei re fu un evento mondano organizzato nel Mediterraneo dalla regina Federica di Grecia e da suo marito il re Paolo durante le estati del 1954 e del 1956.
Ufficialmente organizzata per promuovere il turismo greco, la prima crociera durò dal 23 agosto al 3 settembre 1954. Essa si svolse a bordo del panfilo Agamemnon di proprietà dell'armatore greco Eugenides, che trasportava quasi cento personalità del Gotha europeo, provenienti da venticinque diverse famiglie regnanti o ex-regnanti. La nave era stata costruita nel cantiere navale di Riva Trigoso, Sestri Levante, e varata il 2 febbraio 1953.
La seconda edizione della crociera dei re era prevista per il mese di agosto del 1956. Tuttavia, la nazionalizzazione del canale di Suez da parte di Nasser e la sua chiusura da parte delle autorità britanniche impedirono lo svolgimento della crociera, che perciò si trasformò in un soggiorno nel palazzo di Mon Repos, a Corfù, residenza estiva dei reali greci.

## Obiettivi delle due crociere
Ideata dalla regina Federica, la crociera dei re aveva per scopo ufficiale quello di promuovere il turismo greco dopo la fine della guerra civile. Tuttavia, nelle intenzioni della sovrana, la crociera doveva anche permettere ai membri del Gotha europeo di riannodare i loro rapporti dopo la tragedia della guerra mondiale.
Riunendo i principi celibi e principesse nubili dell'epoca la crociera dei re è stata spesso descritta come un tentativo appena velato della regina Federica di favorire le occasioni di matrimonio per i suoi figli e gli altri giovani della nobilità europea. Tuttavia, la crociera non portò che a un matrimonio principesco, quello del principe Alessandro di Jugoslavia con la principessa Maria Pia di Savoia, nel 1955.

## Programmi delle due crociere

### Edizione del 1954

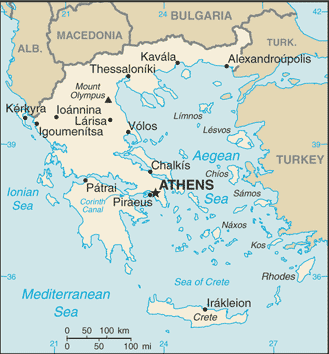
Carta della Grecia

Partito dal porto di Marsiglia, dove fu imbarcata in particolare la granduchessa Carlotta di Lussemburgo e la sua famiglia, il panfilo greco Agamemnon arrivò a Napoli il 23 agosto 1954, alle undici del mattino. Nella città italiana la nave accolse la maggior parte dei passeggeri, fra cui la famiglia reale greca, arrivata a bordo del cacciatorpediniere Navarinos, alle 8.20. Una volta riuniti gli invitati del re e della regina degli Elleni, l'Agamemnon lasciò la città partenopea alle 13.45 e prese la direzione delle Isole Ionie.
A bordo del panfilo, come durante le escursioni previste lungo l'itinerario, le regole del cerimoniale di corte erano abolite, cosa che permetteva agli invitati di rango sovrano di essere liberati dal rispetto dell'ordine delle precedenze. I pasti e le visite furono così molto meno formali e gli invitati potevano mescolarsi più facilmente, quale che fosse il loro rango.
Il primo scalo dell'Agamemnon fu Corfù, dove i passeggeri trovarono ad aspettarli Umberto II di Savoia e la sua famiglia, che non potevano rientrare in Italia dopo la proclamazione della Repubblica nel 1946. Una volta imbarcati questi ultimi partecipanti, la nave raggiunse Olimpia, Candia (sull'isola di Creta), Rodi, Santorini, Mykonos, Skiàthos, Capo Sunio e poi Atene, passando dal porto del Falero. Il 31 agosto, l'Agamemnon attraccò ad Epidauro, dove i convitati assistettero ad una rappresentazione dell'Ippolito di Euripide. La crociera terminò il 1º settembre a Delfi, dove la famiglia reale greca prese congedo dagli invitati.
Infine l'Agamemnon sbarcò i suoi passeggeri a Corfù il 2 settembre e a Napoli il 3 settembre.

### Edizione del 1956
Visto il successo della prima edizione, la regina Federica decise di riproporre l'esperienza nel 1956. Questa volta era il panfilo Achilles che doveva accogliere i viaggiatori reali. Tuttavia, la nazionalizzazione del canale di Suez da parte di Nasser e la sua chiusura da parte delle autorità britanniche nell'estate di quell'anno impedirono lo svolgimento regolare della crociera. In tali condizioni i reali greci decisero di trasformare il viaggio in un soggiorno nel palazzo di Mon Repos, a Corfù.

## Partecipanti alla prima edizione

### Stati balcanici
Casa di Glücksburg di Grecia
- Paolo (1901-1964), re degli Elleni
- Federica di Hannover (1917-1981), regina degli Elleni
- Costantino (1940-2023), diadoco di Grecia
- Irene (1942), principessa di Grecia
- Sofia (1938), principessa di Grecia
- Giorgio (1869-1957), principe di Grecia
- Marie Bonaparte (1882-1962), principessa di Grecia
- Michele (1939), principe di Grecia

Casa dei Karađorđević
- Alessandro (1924-2016), principe di Jugoslavia
- Elisabetta (1936), principessa di Jugoslavia

Casa di Hohenzollern-Sigmaringen di Romania
- Michele I (1921-2017), ex-re di Romania
- Anna di Borbone-Parma (1923-2016), ex-regina di Romania

Casa di Sassonia-Coburgo-Gotha di Bulgaria
- Simeone II (1937), ex-re dei Bulgari
- Maria Luisa (1933), principessa di Bulgaria

### Stati del Benelux
Casa di Orange-Nassau
- Giuliana (1909-2004), regina dei Paesi Bassi
- Bernardo di Lippe-Biesterfeld (1911-2004), principe consorte dei Paesi Bassi
- Beatrice (1938), principessa d'Orange
- Irene (1939), principessa dei Paesi Bassi

Casa di Nassau-Weilburg
- Carlotta (1896-1985), granduchessa di Lussemburgo
- Felice di Borbone-Parma (1893-1970), principe consorte di Lussemburgo
- Giovanni (1921-2019), principe ereditario di Lussemburgo
- Giuseppina Carlotta del Belgio (1927-2005), principessa di Lussemburgo
- Elisabetta (1922-2011), principessa di Lussemburgo

### Francia
Casa di Orléans
- Enrico d'Orléans (1908-1999), pretendente al trono di Francia
- Isabella d'Orléans-Braganza (1911-2003), contessa di Parigi
- Enrico d'Orléans (1933-2019), delfino di Francia
- Francesco d'Orléans (1936-1960), principe d'Orléans
- Elena d'Orléans (1934), principessa d'Orléans
- Isabella d'Orléans (1932), principessa d'Orléans
- Anna d'Orléans (1938), principessa d'Orléans
- Diana d'Orléans (1940), principessa d'Orléans

### Stati italiani
Casa di Asburgo-Lorena di Toscana
- Maria Ileana (1933-1959), principessa di Toscana e arciduchessa d'Austria

Casa di Borbone di Parma
- Renato (1894-1962), principe di Borbone-Parma
- Margherita di Danimarca, principessa di Borbone-Parma
- Giacomo (1922-1964), principe di Borbone-Parma
- Andrea (1928-1991), principe di Borbone-Parma

Casa di Borbone di Napoli
- Antonio (1929), principe delle Due Sicilie

Casa Savoia
- Umberto II (1904-1983), ex-re d'Italia
- Maria José del Belgio (1906-2001), ex-regina d'Italia
- Vittorio Emanuele (1937), principe di Napoli
- Maria Pia (1934), principessa d'Italia
- Maria Gabriella (1939), principessa d'Italia

Ramo Savoia-Aosta
- Maria Cristina (1933), principessa d'Aosta

### Russia
Casa di Holstein-Gottorp-Romanov
- Dimitrij (1926-2014), principe di Russia

### Stati scandinavi
Casa di Glücksburg di Danimarca
- Axel (1888-1964), principe di Danimarca
- Flemming Valdemaro (1922-2002), conte di Rosenborg
- Ruth Nielsen (1924-2010), contessa di Rosenborg
- Viggo (1893-1970), conte di Rosenborg
- Eleanor Margaret Green (1895-1966), contessa di Rosenborg

Casa di Glücksburg di Norvegia
- Astrid di Norvegia (1932), principessa di Norvegia

Casa di Bernadotte
- Margherita (1934), principessa di Svezia

### Spagna
Casa di Borbone di Spagna
- Giovanni (1913-1993), pretendente al trono di Spagna
- María de las Mercedes di Borbone-Due Sicilie (1910-2000), contessa di Barcellona
- Juán Carlos (1938), infante di Spagna
- María del Pilar (1936), infante di Spagna

### Stati tedeschi
Casa di Baden
- Luigi Guglielmo Giorgio Ernesto Cristoforo (1937), principe del Baden
- Margherita Alice Thyra Vittoria Maria Luisa Scolastica (1932-2013), principessa del Baden

Casa di Hannover
- Ernesto Augusto (1914-1987), pretendente al trono di Hannover
- Ortrude (1925-1980), principessa di Hannover
- Giorgio Guglielmo (1915-2006), principe di Hannover
- Sofia di Grecia (1914-2001), principessa di Hannover
- Guelfo Enrico (1923-1997), principe di Hannover
- Cristiano Oscar (1919-1981), principe di Hannover

Casa d'Assia
- Maurizio (1926-2013), pretendente al trono di Assia
- Enrico (1927-1999), principe d'Assia
- Ottone (1937-1998), principe d'Assia
- Carlo Adolfo (1937), principe d'Assia
- Ranieri (1939), principe d'Assia
- Dorotea Carlotta Carina (1934), principessa d'Assia

Casa di Hohenlohe
- Goffredo (1897-1960), principe di Hohenlohe-Langenburg
- Margherita di Grecia e Danimarca (1905-1981), principessa di Hohenlohe-Langenburg
- Crato (1935-2004), principe di Hohenlohe-Langenburg
- Giorgio (1938), principe di Hohenlohe-Langenburg
- Beatrice (1936-1997), principessa di Hohenlohe-Langenburg

Casa di Meclemburgo
- Cristiano Luigi (1912-1996), pretendente al trono di Meclemburgo-Schwerin
- Thyra di Meclemburgo-Schwerin (1919-1981), principessa di Meclemburgo-Schwerin

Casa di Schaumburg-Lippe
- Cristiano (1898–1974), pretendente al trono di Lippe
- Fedora (1910-1975), principessa di Schaumburg-Lippe

Casa di Schleswig-Holstein
- Federico Ernesto Pietro (1922-1980), duca di Schleswig-Holstein
- Maria Alice di Schaumburg-Lippe (1923), duchessa di Schleswig-Holstein
- Federico Ferdinando (1913-1989), principe di Schleswig-Holstein

Case di Thurn und Taxis e Radziwiłł
- Raimondo della Torre e Tasso (1907-1986), duca di Castel Duino
- Eugenia di Grecia (1910-1989), duchessa di Castel Duino
- Tatiana Radziwill (1939), principessa Radziwill

Casa di Wittelsbach e di Toerring-Jettenbach
- Alberto Leopoldo (1905-1996), principe reale di Baviera
- Francesco Bonaventura (1933), principe di Baviera
- Maria Gabriella (1931), principessa di Baviera
- Carlo Teodoro (1900-1967), conte di Toerring-Jettenbach
- Giovanni Vito (1935), conte di Toerring-Jettenbach
- Elena (1937), contessa di Toerring-Jettenbach

Casa di Württemberg
- Filippo Alberto (1893-1975), pretendente al trono di Württemberg
- Rosa d'Asburgo-Toscana (1906-1983), duchessa del Württemberg
- Luigi Alberto (1930), principe reale del Württemberg
- Elisabetta (1933), principessa del Württemberg

### Citazioni
1. ↑  
«Nel 1954 [l'armatore] Eugenides mi chiese di visitare uno dei suoi transatlantici e di chiamarlo col mio nome. Quando si fanno questo tipo di richieste, è consuetudine offrire alla madrina una grossa spilla di brillanti. Tuttavia, in quest'occasione mi venne l'idea di chiedere a Eugenides se, al posto di questo dono tradizionale, mi avesse dato i mezzi necessari per organizzare una crociera durante la quale avrei invitato tutte le famiglie reali d'Europa [...].

C'erano vari motivi per organizzare questa crociera. Innanzitutto, Paolo ed io desideravamo aprire le porte della Grecia al turismo. [...] Ma la prima cosa di cui avevamo bisogno era di attirare l'attenzione del mondo intero. Dal momento che la stampa mondiale si è incaricata di dare molto risalto all'evento, tutto è andato bene. Immediatamente dopo che era finita la crociera, le compagnie di navigazione hanno cominciato ad organizzare crociere che seguivano esattamente il programma e l'itineriario della nostra e ben presto gli alberghi e gli altri esercizi e servizi terrestri hanno iniziato a far affluire nella nazione il denaro dei turisti.

Un'altra ragione era che era dalla Prima Guerra mondiale che le famiglie reali non si erano più riunite internazionalmente. [...]

Il viaggio è stato un grande successo. Eravamo in centodieci, di venti diverse nazioni e parlavamo quindici lingue differenti; malgrado ciò non ci fu la minima difficoltà durante i dieci giorni che durò la crociera. [...]»
 Federica regina degli Elleni, A Measure of Understanding, MacMillan, 1971.

### Riferimenti
1. 1 2 3 4  Julián Cortes Cavanillas, Los saludos de corte, único detalle protocolario del "Crucero de los Reyes" in ABC, n° 15917 del 28 agosto 1954, p. 11
2. ↑  Darío Silva D'Andrea, La Tragedia griega de una dinastía extranjera, Narrativa, 2011, pp. 2-14.

### Articoli di stampa
- Weddind bells the aim, paper claims in The Courier-Mail, 25 agosto 1954, pag. 5, su trove.nla.gov.au.
- Julián Cortes Cavanillas, Los saludos de corte, único detalle protocolario del "Crucero de los Reyes" in ABC, n° 15917 del 28 agosto 1954, pagg. 11, su hemeroteca.abcdesevilla.es.
- Chian Lee Kong Austerity — On 200 cases of Champagne in The Straits Times, 25 agosto 1956, pag. 2 [collegamento interrotto], su newspapers.nl.sg.

### Libri
- AA. VV., Le ultime monarchie, De Agostini, Novara 1993.
- Darío Silva D'Andrea, Introducción: Un crucero de reyes in La Tragedia griega de una dinastía extranjera, Narrativa, 2011, p. 2-14. (on line)
- Ricardo Mateos Sainz De Medrano, La familia de la Reina Sofia, La Esfera de los Libros, Madrid 2004.